# 舊珍妮林德 (阿肯色州)
舊珍妮林德（英語：Old Jenny Lind）是位於美國阿肯色州錫巴斯琴縣的一個非建制地區。該地的面積和人口皆未知。

## 地理
舊珍妮林德的座標為35°14′24″N 94°19′37″W / 35.24000°N 94.32694°W，而該地的平均海拔高度為米（即英尺）。